# John C. Jager
John C. Jager (Amsterdam, 21 september 1905 – Den Haag, 3 juli 1961) was een Nederlandse kunstschilder. Zijn werkelijke naam was Jacobus Coenraad Jager, net als zijn vader vice-admiraal mr. J.C. Jager.
John C. Jager deed in 1923 eindexamen aan de H.B.S. met een negen voor tekenen. Hij stond in het telefoonboek van Den Haag vermeld als kunstschilder, maar was een man van veel ambachten. Hij verwierf bekendheid als oprichter van de zeeaquaria van Bergen aan Zee en Scheveningen.
Hij schilderde voornamelijk stillevens en landschappen, die hij verkocht onder meer via de kunsthandels Bennewitz (Den Haag) en Koch (Rotterdam).